# Oberkommando der Luftwaffe
Oberkommando der Luftwaffe (Wyższe Dowództwo Sił Lotniczych) – urząd, dowództwo istniejące podczas II wojny światowej. Zarządzało i dowodziło ono lotnictwem Wehrmachtu – Luftwaffe. Podlegał bezpośrednio OKW.

## Szefowie OKL (Oberkommando der Luftwaffe)
- do 23 kwietnia 1945 – Hermann Göring,
- 26 kwietnia – 24 maja 1945 – Robert Ritter von Greim

## Struktura organizacyjna

### Departamenty (Abteilungen)
1. Operacyjny
2. Organizacyjny
3. Szkoleniowy
4. Posunięć
5. Wywiadu
6. Wyposażenia
7. Historyczny
8. Kadrowy

### Inspektoraty
W liczbie 16 podlegały szefowi sztabu. Zajmowały się kwestiami szczególnymi, m.in. myśliwcami.

### Skład OKL we wrześniu 1939
- Państwowy Sekretariat Lotów Powietrznych i Generalny Inspektorat Luftwaffe (niem. Staatssekretär der Luftfahrt und Generalinspekteur der Luftwaffe)
- Szef Sztabu Generalnego Luftwaffe (niem. Chef des Generalstabes der Luftwaffe)
- Szef Obrony Przeciwlotniczej (niem. Chef der Luftabwehr)
- Szef Biura Personalnego Luftwaffe (niem. Chef des Luftwaffenpersonalamtes)
- Szef Wyszkolenia (niem. Chef des Ausbildungswesens)
- Siły Lotnicze (niem. Luftstreitkräfte)
- Wojska Lądowe Luftwaffe (niem. Erdtruppen der Luftwaffe)

## Siedziba
Dowództwo mieściło się w kompleksie gmachów Ministerstwa Lotnictwa Rzeszy (Reichsluftfahrtministerium) przy Wilhelmstraße 81–85, zaś Dowództwo operacyjne w Bunkrze "Kurfürst" przy Werderscher Damm 21-29 w Schwielowsee koło Poczdamu.